# 乔治娜·李
乔治娜·李（英語：Georgina Lee，1981年8月14日—），英国女子游泳运动员。她曾代表英格兰参加1998年和2002年英联邦运动会游泳比赛，获得一枚金牌、一枚银牌和一枚铜牌。她也曾参加2000年和2004年夏季奥运会。